# NGC 511
NGC 511 is een elliptisch sterrenstelsel in het sterrenbeeld Vissen. Het hemelobject ligt 466 miljoen lichtjaar (143×106 parsec) van de Aarde verwijderd en werd op 26 oktober 1876 ontdekt door de Franse astronoom Édouard Jean-Marie Stephan.

## Synoniemen
- GC 5174
- IRAS 01210+1101
- 2MASX J01233074+1117274
- MCG +02-04-033
- PGC 5103
- UGC 936
- ZWG 436.37